# Когло
Когло (словен. Koglo) — поселення в общині Шмарєшкі Топлиці, регіон Південно-Східна Словенія, Словенія.